# Lernanthropus equulus
Lernanthropus equulus is een eenoogkreeftjessoort uit de familie van de Lernanthropidae. De wetenschappelijke naam van de soort is voor het eerst geldig gepubliceerd in 1976 door Song & Chen.